# Вальє-дель-Каука
Ва́льє-дель-Ка́ука (Вальє, ісп. Valle del Cauca, Valle) — департамент на заході Колумбії.
Площа — 21195 км².
Населення — 4,2 млн осіб (2005; 2,7 млн в 1977).
Адміністративний центр — місто Калі.

## Природа
Територія департаменту прилягає до узбережжя Тихого океану. В центральній частині пролягає Західна Кордильєра Колумбійських Андів, яка відокремлює Тихоокеанську низовину від долини річки Каука. На сході знаходиться Центральна Кордильєра Колумбійських Андів.
Клімат екваторіальний. Пересічні місячні температури в місті Калі — 25-26 °C. Опадів 1000—1500 мм за рік.
Тихоокеанська низовина вкрита густими вічнозеленими лісами.

## Економіка
Широкого розвитку набула видобувна промисловість. В Західній Кордильєрі видобувають кам'яне вугілля. В алювіальних відкладах річок тихоокеанського басейну видобувають золото.
Департамент займає одне з перших місць в країні по розвитку тваринництва, виробництву кави, цукрової тростини, рису.
Важливі центри обробної промисловості — Калі, Пальміра, Буга, Картаго. Харчова, текстильна, швейна, взуттєва, хімічна, деревообробна, тютюнова, шкіряна, паперова, електротехнічна промисловості, виробництво будівельних матеріалів, металообробка.
Протяжність автошляхів становить 3 тис. км. З півночі на південь департамент перетинає залізниця, яка має гілку від Калі до тихоокеанського порту Буенавентура.